# Harrow (burg)
Harrow este un burg londonez în nord-vestul Londrei.